# 拉伯萨斯
拉伯萨斯（法語：La Besace，法語發音：[la bəzas]）是法国大東部大區阿登省的一个市镇，属于色当区。

## 地理
拉伯萨斯（49°33'26"N, 4°57'37"E）面积13.97 平方千米，位于法国大東部大區阿登省，该省份为法国北部内陆省份，西接埃纳省，南至马恩省，东临默兹省，北与比利时接壤。
与拉伯萨斯接壤的市镇（或旧市镇、城区）包括：阿戈讷地区博蒙、拉贝利耶尔、罗库尔和弗拉巴、斯托讷、永克。

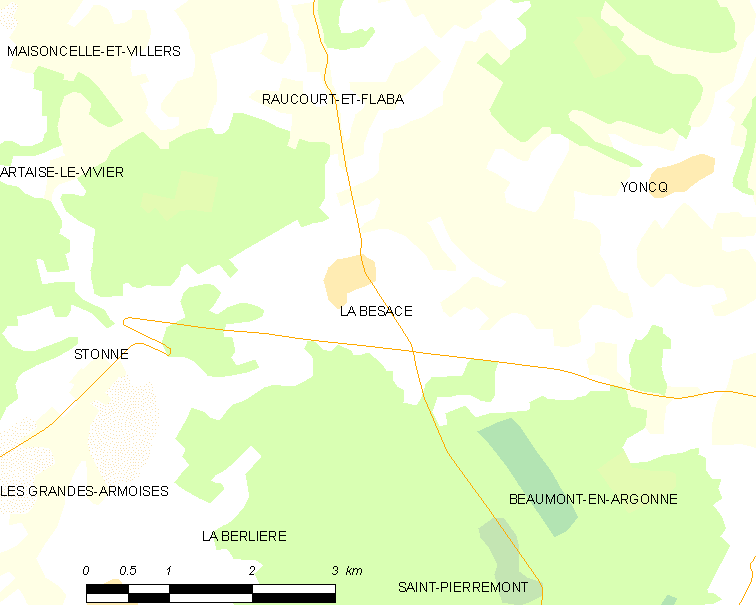
拉伯萨斯的OSM定位图

拉伯萨斯的时区为UTC+01:00、UTC+02:00（夏令时）。

## 行政
拉伯萨斯的邮政编码为08450，INSEE市镇编码为08063。

## 政治
拉伯萨斯所属的省级选区为武济耶县。

## 人口

1962-2008年间拉伯萨斯人口变化图示

拉伯萨斯于2022年1月1日时的人口数量为134人。